# Тимошенко Юрій Євгенович
Ю́рій Євге́нович Тимоше́нко (* 1962) — депутат Парламенту Республіки Казахстан V та VI скликання, голова Координаційної ради об'єднання юридичних осіб «Рада українців Казахстану» (з 2005 року).

## Життєпис
Закінчив Цілиноградський державний медичний інститут, Костанайський інженерно-економічний університет імені Миржакипа Дулатова.
1985 року почав працювати лікарем інтерном, Тургайська обласна лікарня. Продовжив трудовий шлях лікарем психіатром-наркологом, завідувачем відділення, лікарем-наркологом районної лікарні. З 1989-го — в Цілиноградському обласному наркодиспансері, працював дільчничним лікарем. У 1992—1998 роках — головний лікар НВО «МедТім», 1998—2001 — генеральний директор сільгоспоб'єднання «Жанажол».
Протягом 2001—2005 років — президент АТ «Торгівельно-промисловий Союз „Казахстан-Україна“». З 2005 по 2012 рік — директор «Українського національно-культурного центру „Оберіг“». В 2010—2012 роках — заступник голови Асамблеї народу Казахстану|Асамблеї народу Казахстану.
Подружжя виховало одну дитину.

## Нагороди
- Орден Достик 2 ступеня
- Відзнака Президента України — ювілейна медаль «25 років незалежності України» (22 серпня 2016) — за вагомий особистий внесок у зміцнення міжнародного авторитету Української держави, популяризацію її історичної спадщини і сучасних надбань та з нагоди 25-ї річниці незалежності України[1]
- Медаль «10 років Астані»
- Медаль «20 років незалежності Республіки Казахстан»
- громадська нагорода Асамблеї народів Казахстану «Қазақстан халқы Ассамблеясының қоғамдық „Бірлік“ алтын медалі»